# Trasíbulo de Mileto
Trasíbulo (Griego: Θρασύβουλος ὁ Μιλήσιος) fue uno de los tiranos de la ciudad de Mileto en el siglo VII a. C. Durante su mandato, Mileto mantuvo una larga guerra con Lidia que finalizó según Heródoto con un tratado de paz cuando Trasíbulo engañó al rey lidio Aliates aparentando no haber sufrido daños durante la contienda. Tras la guerra, Mileto y Lidia forjaron una alianza.
Trasíbulo estaba aliado con Periandro, tirano de Corinto. En un famoso pasaje de Heródoto en sus Historias (Libro 5, 92f), Periandro envía un mensajero a Trasíbulo pidiendo consejos para encauzar su gobierno. En lugar de responder, Trasíbulo se pasea con el mensajero a través de un campo de trigo y, sin decir palabra, va cortando todas las espigas que sobresalen. Cuando el mensajero vuelve a Corinto y cuenta lo sucedido, Periandro interpreta que Trasíbulo le recomienda eliminar a todos los ciudadanos que destaquen y que puedan llegar a suponer un desafío a su poder. 
La narración de Heródoto, citada luego por Aristóteles en su Política (Libro 5, Capítulo 10) y adaptada por Livio en su Historia de Roma desde su fundación, Libro I., es una ilustración clásica del síndrome de alta exposición.
- Datos: Q246853